# ميكاه بويد
ميكاه بويد (بالإنجليزية: Micah Boyd)‏ هو مجدف أمريكي، ولد في 6 أبريل 1982 في سانت بول في الولايات المتحدة.

## وصلات خارجية
- ميكاه بويد على موقع الاتحاد الدولي للتجديف (الإنجليزية)
- ميكاه بويد على موقع اللجنة الأولمبية الدولية (الإنجليزية)
- ميكاه بويد على موقع أوليمبيديا (الإنجليزية)